# Василёво (Глинковский район)
Василёво    — деревня  в  Смоленской области России,  в Глинковском районе. Население – 16 жителей (2007 год)  .  Расположена в центральной части области  в 9 км к северо-западу от села Глинка,  в 20 км севернее автодороги Р96 Новоалександровский(А101) - Спас-Деменск — Ельня — Починок, на берегу реки Боровка.  В 2 км юго-западнее деревни железнодорожная станция Добромино на линии Смоленск  - Сухиничи. Входит в состав Доброминского сельского поселения.

## История
В годы Великой Отечественной войны деревня была оккупирована гитлеровскими войсками в июле 1941 года, освобождена в ходе Ельнинско-Дорогобужской операции в 1943 году. 